# Collines d'Oka
Collines d'Oka – wzgórza w kanadyjskiej prowincji Quebec, położone na zachód od wyspy Île de Montréal, nad północnym brzegiem jeziora Lac des Deux Montagnes. Przez niektórych autorów zaliczane są do Collines Montérégiennes.
Nazwa wzgórz pochodzi od pobliskiej miejscowości Oka. Są dość niskie, zalesione i posiadają łagodne zbocza. Najwyższym wzniesieniem jest Mont Bleu (250 m n.p.m.), inne ważne wzniesienia to Montagne de la Baie, Montagne du Radar Montagne du Calvaire. Na szczycie (140 m n.p.m.) tej ostatniej sulpicjanin Hamon Guen wzniósł w 1740 roku „siedem małych kapliczek lub stacji kamiennych”. W 1982 zabudowania na Montagne du Calvaire zostały wpisane na quebecką listę miejsc historycznych.